# 중흥 (남조국)
중흥(中興, 897년 ~ 902년 7월)은 남조(대봉민) 효애제(孝哀帝) 순화정(舜化貞)의 연호이다.

## 연대 대조표
| 중흥       | 원년       | 2년        | 3년        | 4년        | 5년        | 6년        |
| 서기(西紀) | 897년      | 898년      | 899년      | 900년      | 901년      | 902년      |
| 간지(干支) | 정사(丁巳) | 무오(戊午) | 기미(己未) | 경신(庚申) | 신유(辛酉) | 임술(壬戌) |

## 동시대 연호
| 이전 연호 차야(嵯耶) | 중국의 연호 남조(南詔) | 다음 연호 대장화 안국(安國) |